# ستيفاني دو بوارنيه
ستيفاني دو بوارنيه (بالفرنسية: Stéphanie de Beauharnais )‏ (و. 1789 – 1860 م) هي ملكة، وصاحبة صالون أدبي، وأرستقراطية من فرنسا، وألمانيا، ولدت في فرساي، توفيت في نيس، عن عمر يناهز 71 عاماً.